# Флаккітей
Флаккітей (д/н — бл. 475) — 1-й король ругів в 467—475 роках. Основні відомості про нього містяться в «Житті святого Северина» Евгиппія.

## Життєпис
Походив з роду вождів племені ругів. На думку дослідників, був учасником основних походів гуннів на чолі із Аттілою, зокрема походу на Балкани 447 року, битви на Каталаунських полях в 451 році та поході на Медіолан 452 року. Висувається версія, що у 453 році став вождем ругів. У 454 році брав участь у битві при Недао, де гунський каган Елак зазнав нищівної поразки. Слідом за цим стає самостійним.
Час утворення власного королівства на території колишньої римської провінції Прибережний Норік є предметом дискусії: за різними версіями це сталося 454,459 або 467 року. Можливо остання дата — це час визнання королівства з боку сусідів та імператора Західної Римської імперії. Столиця Флаккітея розташовувалася на місці сучасного австрійського міста Кремс-на-Дунаї.
З самого початку правління Флаккіфея ругі мали суперечки з остготами (оселилися в провінції Нижня Паннонія). Висловлюється думка, що переселення ругов на північний берег Дунаю було пов'язано з переслідуваннями, яким вони піддавалися з боку остготів. Йордан писав, що в 469 році ругі брали участь у складі антиостготської коаліції в битві на річці Болії. вважається, що це були рукі під орудою короля Флаккітея. Останній мав намір розширити свої володіння за рахунок остготів. Проте ругі і їхні союзники зазнали нищівної поразки. Перемога дозволила Теодимиру, королю остготів, захопити землі на південний захід від Паннонії, чим суттєво перешкодили зв'язкам ругів з Італією. Бажаючи уникнути подальшої війни зі своїми сусідами, Флаккітей попросив Теодимира дозволити його народу пройти через остготські володіння до Італії, де він мав намір приєднатися до свого союзника Одоакра. Проте отримав відмову, що породив у нього підозра, що остготи хочуть його вбити. Про те, як вчинити йому в цьому конфлікті, Флаккіфей радився зі священиком Северином Норикським. Той наполягав на тому, що ругі повинні залишитися на придунайських землях і, дійсно, незабаром між ругами і остготамі було укладено мир. Його скріпив шлюб Фелетея, сина короля Флаккітея, і остготки Гізо, можливо стриєчної сестри Теодориха Великого.
Гадається, що надалі правління Флаккіфея було мирним, оскільки відсутні в джерелах якісь згадки про війни за участю ругів. Водночас король зіткнувся з римськими розбійниками, що жили на південному березі Дунаю. Вони грабували поселення ругів. Флаккітей не переслідував їх далі Дунаю, побоюючись смерті, яку йому напророкував в цьому випадку Северин Норикський. Єдине, що він робив — просив священника допомогти йому в переговорах з розбійниками про звільнення полонених.
Водночас у цей час було завершено християнізацію ругів. Разом з королем вони підтримували аріанство. Втім Флаккітей не переслідував католиків. Ймовірно, помер близько 475 року. Владу успадкував його старший син Фелетей.

## Родина
- Фелетей, король ругів
- Фердерух